# Congy

Congy este o comună în departamentul Marne, Franța. În 2009 avea o populație de 265 de locuitori.